# Adubação foliar
A adubação foliar consiste em uma técnica agrícola baseada na aplicação de fertilizantes diretamente nas folhas das plantas, possibilitando que os nutrientes sejam rapidamente absorvidos e assim transportados para outras partes do vegetal.

## Aplicação
Ao contrário da  adubação convencional, onde os fertilizantes químicos e orgânicos são introduzidos no solo para que as raízes façam a absorção, na adubação foliar os produtos são aplicados diretamente sobre os vegetais.  Deste modo, a superfície das folhas, realiza a sucção do liquido com os nutrientes por meio de seus estômatos.
Os métodos de aplicações de nutrientes mais comuns e práticos nesta técnica são:
- Pulverização sobre as folhas, com uso de pulverizadores;
- Junto com a água de irrigação por meio de aspersores ou  micro-aspersores;
- Pulverização aérea com o uso de aviões agrícolas.

## Características
Todo e qualquer nutriente pode ser fornecido às plantas via foliar, as principais categorias de adubos foliares que fornecem nutrientes:
- Adubos químicos: fornecem macronutrientes e/ou micronutriente, sendo estes últimos os mais fornecidos pela adubação foliar, pois são exigidos em pequenas doses pelas plantas;
- Adubos orgânicos: com destaque para os originários de humus-de-minhoca;
- Aminoácidos: atualmente o grupo de nutrientes mais modernos e largamente usado em cultivos de hortaliças e flores;

- Adubos naturais: geralmente sub-produtos de outras plantas, merecendo destaque o sub-produto da mandioca, denominado de "manipueira" líquido liberado por ocasião da prensagem da massa da raiz da mandioca.

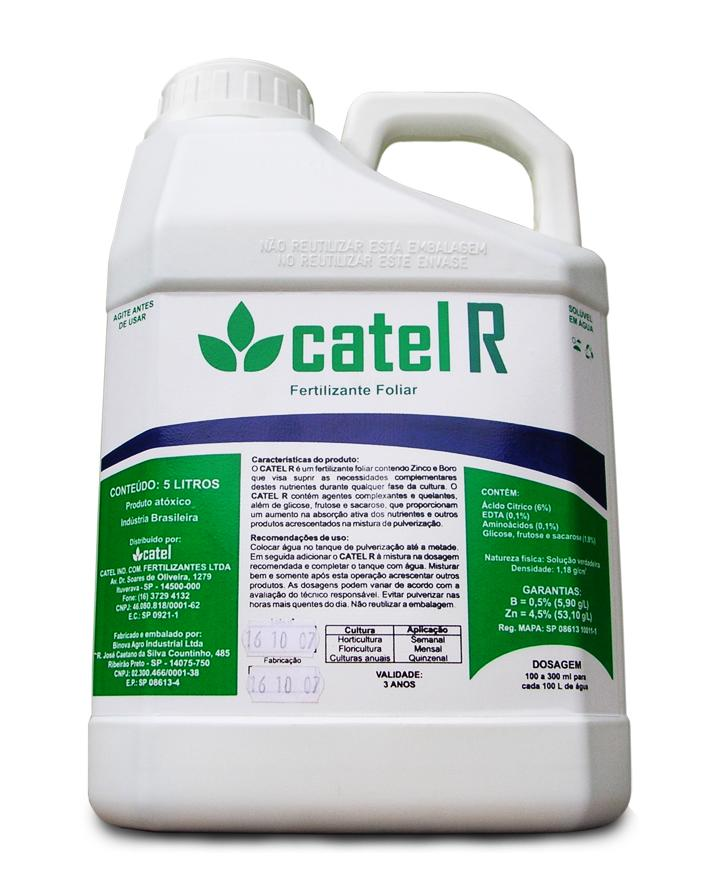
Galão de Catel R

### Tipos de adubação foliar
Existem basicamente dois tipos de adubação foliar:
I - Adubação Foliar Complementar: fornecimento de nutrientes visando complementar o fornecimento de adubos aplicados via sistema radicular (via solo ou água), empregada quando determinada cultura apresenta exigência elevada de um nutriente específico. Exemplo: Boro nas culturas do Repolho e Mamão);
II - Adubação Foliar de Correção: aplicação de nutrientes para corrigir uma ou mais deficiências nutricionais em determinados momentos da cultura, ou seja, em determinado estágio de desenvolvimento da planta. Exemplo: falta de cálcio e boro na cultura do tomate na fase de floração e formação dos frutos.
A produção de adubos foliares teve um avanço considerável pelo surgimento de novas fórmulas que empregaram quelatizantes e a síntese de aminoácidos em suas formulações visando aumentar a absorção e eficiência dos nutrientes fornecidos pelo adubo e neutralizar íons de metais e minerais presentes na água da pulverização. Esta técnica auxiliou o aumento da produtividade de inúmeras culturas e possibilitou uma agricultura mais rentável. Um exemplo é o fertilizante foliar Catel R que contém agentes quelates e aminoácidos funcionando também como corretivo de água e energético. No entanto, avanços na adubação e fertilização têm sido pouco empregados no Brasil devido à omissão de empresas comercilizantes de pesticidas e pouco conhecimento da maioria dos técnicos.